# Giulio Federico di Württemberg-Weiltingen
Giulio Federico del Württemberg (Mömpelgard, 3 giugno 1588 – Strasburgo, 25 aprile 1635) fu il primo duca di Württemberg-Weiltingen.

## Vita
Giulio Federico era il terzo figlio di Federico I di Württemberg e di sua moglie Sibilla di Anhalt. Crebbe con i genitori e coi fratelli e sorelle a Montbéliard. Dopo che il padre assunse il governo del Württemberg nel 1593, Giulio Federico visse a Stoccarda. partecipò alle operazioni militari nell'Alsazia nella guerra di successione di Jülich. Viaggiò molto, incluso soggiorni in Asia Minore, Malta, ed Efeso, e, nel 1615, in Lapponia.
Il 28 maggio 1617, fu insignito della signoria di Weiltingen e di Brenz, della reggenza di Heidenheim più una indennità annuale di 15.000 fiorini. Scelse Weiltingen come sua residenza. Il 24 novembre 1617, si fidanzò con Anna Sabina di Schleswig-Holstein-Sonderburg (1593-1659), figlia di Giovanni, duca di Schleswig-Holstein-Sonderburg, e la sposò il 1º gennaio 1618 a Sonderburg. Dopo il matrimonio, vissero a Brenz per qualche tempo, poi si trasferirono a Weiltingen.
Nel 1631, fu a capo della reggenza per il nipote Eberardo III. Quello stesso anno, entrò a far parte della Lega di Lipsia, ma a seguito della sanguinosa guerra delle ciliegie dovette ritirare l'adesione alla Lega come stabilito con la pace di Tubinga. Quando re Gustavo II Adolfo di Svezia avanzò nella Germania meridionale, Giulio raccolse di nuovo le truppe e si unì a Gustavo. Ciò portò ad una disputa con il governo, i possedimenti e il suo co-reggente (Barbara Sofia di Brandeburgo, madre di Eberardo III).
Nel 1633, rinunciò al regno sul Württemberg. Dopo la battaglia di Nördlingen, l'intera famiglia ducale fuggì a Strasburgo, dove Giulio Federico morì l'anno seguente.

## Figli
I figli nati dal matrimonio con Anna Sabina furono::
- Roderigo (1618-1651), duca di Württemberg-Weiltingen
- Giulia Felicita (1619-1661)

sposò nel 1640 il duca Giovanni X di Holstein-Gottorp (1606-1655)
- Silvius I Nimrod (1622-1654), duca di Württemberg-Oels

sposò nel 1647 la duchessa Elisabetta Maria di Münsterberg-Oels (1625-1686)
- Floriana Ernestina (1623-1672)

sposò nel 1657 il conte Federico Crato di Hohenlohe-Pfedelbach (1623-1681)
- Faustina Marianna (1624-1679)
- Manfredo I (1626-1662), duca di Württemberg-Weiltingen

sposò nel 1652 la contessa Giuliana di Oldenburg (1615-1691) ed ebbe figli:
- Giulio Peregrinazio (1627-1645)
- Sueno Marziale Edenolfo (1629-1656)
- Amadea Fredonia (1631-1633)

## Ascendenza
|                                           |                              |                                | Genitori                     |  |  | Nonni |  |  | Bisnonni              |  |  | Trisnonni               |  |
|                                           |                              |                                |                              |  |  |       |  |  | Enrico di Württemberg |  |  | Ulrico V di Württemberg |  |
|                                           |                              |                                |                              |  |  |       |  |  | Enrico di Württemberg |  |  | Ulrico V di Württemberg |  |
|                                           |                              | Elisabetta di Baviera-Landshut |                              |  |  |       |  |  | Enrico di Württemberg |  |  |                         |  |
| Giorgio I di Württemberg-Mömpelgard       |                              |                                |                              |  |  |       |  |  | Enrico di Württemberg |  |  |                         |  |
|                                           |                              | Eva di Salm                    | …                            |  |  |       |  |  |                       |  |  |                         |  |
|                                           |                              | Eva di Salm                    | …                            |  |  |       |  |  |                       |  |  |                         |  |
|                                           |                              | Eva di Salm                    | …                            |  |  |       |  |  |                       |  |  |                         |  |
| Federico I di Württemberg                 |                              | Eva di Salm                    |                              |  |  |       |  |  |                       |  |  |                         |  |
|                                           |                              | Filippo I d'Assia              | Guglielmo II d'Assia         |  |  |       |  |  |                       |  |  |                         |  |
|                                           |                              | Filippo I d'Assia              | Guglielmo II d'Assia         |  |  |       |  |  |                       |  |  |                         |  |
|                                           |                              | Filippo I d'Assia              | Anna di Meclemburgo-Schwerin |  |  |       |  |  |                       |  |  |                         |  |
| Barbara d'Assia                           |                              | Filippo I d'Assia              |                              |  |  |       |  |  |                       |  |  |                         |  |
|                                           |                              | Cristina di Sassonia           | Giorgio di Sassonia          |  |  |       |  |  |                       |  |  |                         |  |
|                                           |                              | Cristina di Sassonia           | Giorgio di Sassonia          |  |  |       |  |  |                       |  |  |                         |  |
|                                           |                              | Cristina di Sassonia           | Barbara Jagellona            |  |  |       |  |  |                       |  |  |                         |  |
| Giulio Federico di Württemberg-Weiltingen |                              | Cristina di Sassonia           |                              |  |  |       |  |  |                       |  |  |                         |  |
|                                           | Giovanni II di Anhalt-Dessau | …                              |                              |  |  |       |  |  |                       |  |  |                         |  |
|                                           | Giovanni II di Anhalt-Dessau | …                              |                              |  |  |       |  |  |                       |  |  |                         |  |
|                                           | Giovanni II di Anhalt-Dessau | …                              |                              |  |  |       |  |  |                       |  |  |                         |  |
| Gioacchino Ernesto di Anhalt              | Giovanni II di Anhalt-Dessau |                                |                              |  |  |       |  |  |                       |  |  |                         |  |
|                                           |                              | Margherita di Brandeburgo      | Gioacchino I di Brandeburgo  |  |  |       |  |  |                       |  |  |                         |  |
|                                           |                              | Margherita di Brandeburgo      | Gioacchino I di Brandeburgo  |  |  |       |  |  |                       |  |  |                         |  |
|                                           |                              | Margherita di Brandeburgo      | Elisabetta di Danimarca      |  |  |       |  |  |                       |  |  |                         |  |
| Sibilla di Anhalt                         |                              | Margherita di Brandeburgo      |                              |  |  |       |  |  |                       |  |  |                         |  |
|                                           |                              | Wolfgang von Barby             | …                            |  |  |       |  |  |                       |  |  |                         |  |
|                                           |                              | Wolfgang von Barby             | …                            |  |  |       |  |  |                       |  |  |                         |  |
|                                           |                              | Wolfgang von Barby             | …                            |  |  |       |  |  |                       |  |  |                         |  |
| Agnese di Barby-Mühlingen                 |                              | Wolfgang von Barby             |                              |  |  |       |  |  |                       |  |  |                         |  |
|                                           |                              | …                              | …                            |  |  |       |  |  |                       |  |  |                         |  |
|                                           |                              | …                              | …                            |  |  |       |  |  |                       |  |  |                         |  |
|                                           |                              | …                              | …                            |  |  |       |  |  |                       |  |  |                         |  |
|                                           |                              | …                              |                              |  |  |       |  |  |                       |  |  |                         |  |